# Bathyphantes reticularis
Bathyphantes reticularis är en spindelart som beskrevs av Lodovico di Caporiacco 1935. Bathyphantes reticularis ingår i släktet Bathyphantes och familjen täckvävarspindlar. Inga underarter finns listade.